# Юлий I
Юлий I (лат. Iulius I; ? — 12 апреля 352) — епископ Рима с 6 февраля 337 года по 12 апреля 352 года.

## Биография
Происходил из коренной римской семьи; избран был главой римской церкви в 337 г., умер в 352 г. Ему пришлось действовать в эпоху, когда христианство, только что освободившееся от гонений со стороны языческого государства, само раздиралось жестокой борьбой между правоверием и арианством или близкими к нему учениями. Тот из сыновей Константина Великого, которому достался Восток — Констанций, — открыто поддерживал осужденную Никейским собором религиозную доктрину, хотя и в смягченной её форме. Сторонники никейского исповедания находили убежище на Западе. В римской церкви изначала установилась традиция держаться в области догматики на стороне среднего, наиболее распространенного мнения, то есть санкционировать общепризнанное правоверие. В данном случае такая тенденция укреплялась ещё с особенной силой стремлением пап провозгласить, как основной догмат, божественность Иисуса Христа и его равенство с Богом Отцом. Верный направлению своих предшественников, Юлий I благосклонно принял искавшего приюта в Риме главного ревнителя правоверия, Афанасия Александрийского.
В 340 году собор западных епископов, съехавшихся в Рим (папа напрасно приглашал восточных иерархов, умеренных ариан, сторонников Евсевия Никомедийского), признал обвинения, возведенные против Афанасия, а также против Маркелла Анкирского, неосновательными. Юлий I обратился к епископам восточной части империи с посланием, в котором энергично отстаивал право собора, созванного в Риме папой, судить о вероисповедных вопросах.
Приговор римского собора 340 г. был подтвержден в 343 г. на другом общем съезде высшего духовенства, собранном с согласия Констанция. Большинство и здесь, однако, составилось из западных епископов: многие восточные (ариане различных оттенков), недовольные присутствием низложенного по их настоянию Афанасия, устранились от участия в заседаниях. Осий, епископ кордубский, известный защитник никейского вероучения, предложил на соборе, чтобы в знак особого почитания апостола Петра (которого слагавшаяся традиция уже прямо называла основателем римской церкви) и в уважение к папе Юлию предоставлено было и на будущее время римскому престолу право принимать апелляции на решения всех провинциальных епископских синодов, присуждавших кого-либо к лишению епископского сана. Папа должен был обладать правом утверждать или отменять подобные приговоры и в последнем случае созывать для нового рассмотрения процесса особый трибунал из епископов соседней провинции, отчасти назначаемых по выбору папы. Этот трибунал должен был судить в присутствии посланного папой легата-наблюдателя. Предложение Осия было принято большинством членов Сардикийского собора, но восточные епископы, удалившиеся в Филиппополь, протестовали и даже объявили Юлия и Осия низложенными. Когда, вследствие изменившегося настроения Констанция, Афанасию было возвращено епископское достоинство, Юлий I отправил к жителям Александрии послание, хваля их за верность истинному пастырю. Таким образом, во время управления Юлия I римской церковью произошел первый конфликт между восточным и западным духовенством. За строгую жизнь и твердость в отстаивании первенства Рима, а также за украшение города новыми церквами, Юлий I впоследствии был причислен к лику святых (память его празднуется 12 апреля).